# Oeneis iduna
Oeneis iduna är en fjärilsart som beskrevs av Edwards 1874. Oeneis iduna ingår i släktet Oeneis och familjen praktfjärilar. Inga underarter finns listade i Catalogue of Life.